# Klusberge
Koordinaten: 51° 51′ 54″ N, 11° 4′ 2″ O
Die Klusberge im nördlichen Harzvorland sind ein flächenmäßig kleiner, bis 192,4 m ü. NN hoher Höhenzug bei Halberstadt im Landkreis Harz in Sachsen-Anhalt.

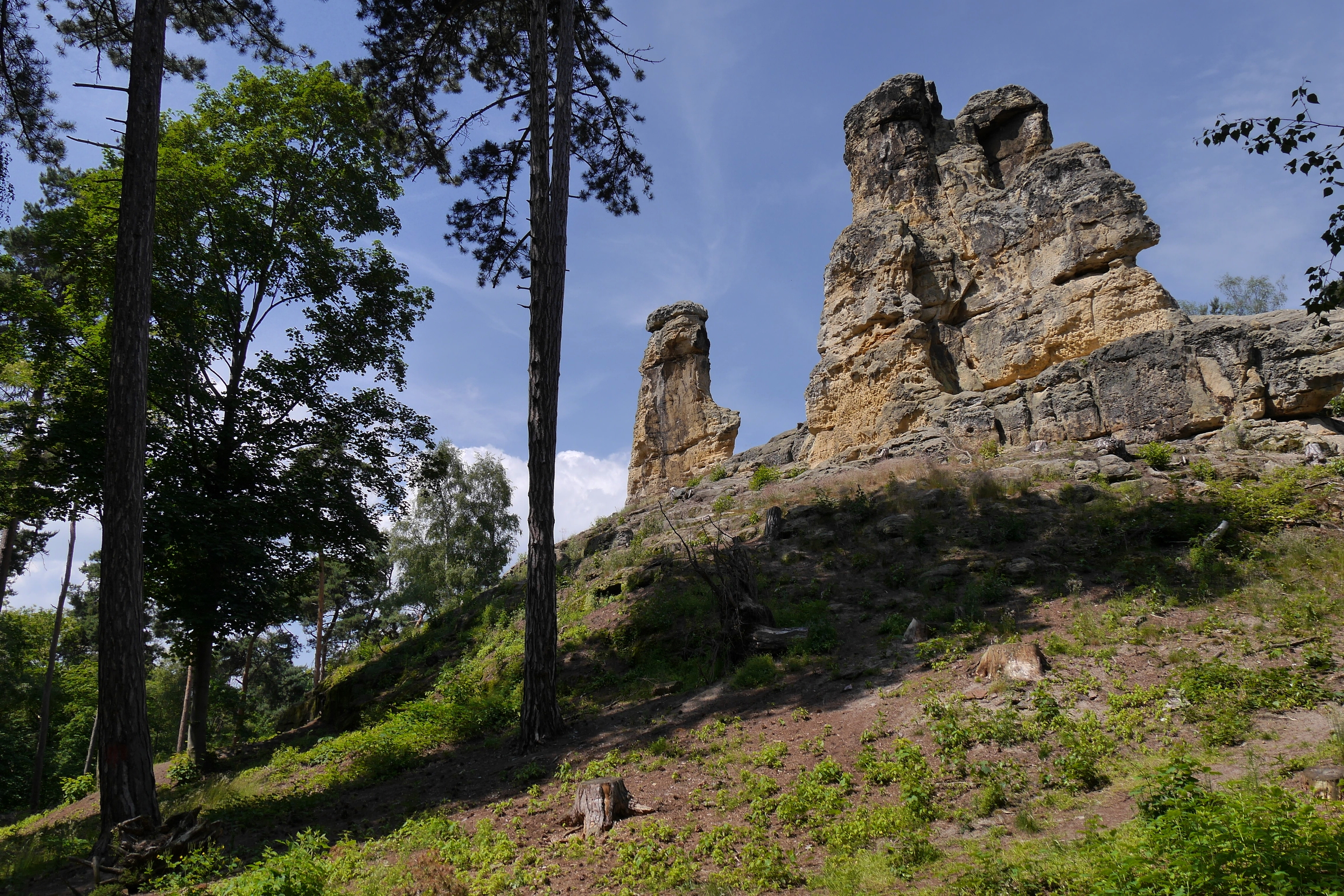
Fünffingerfelsen in den Klusbergen

Wandern im Schatten der Hexen – „Das verschwundene Heiligtum“ am Klusfelsen nach dem Roman von Kathrin R. Hotowetz

## Geographische Lage
Die Klusberge liegen im nördlichen Harzvorland im Naturpark Harz/Sachsen-Anhalt. Sie erheben sich südlich der Kernstadt von Halberstadt über das Tal des nördlich vorbeifließenden Goldbachs. Nach Westnordwesten leitet die Landschaft zu den Spiegelsbergen (180,3 m) über. Westlich des Höhenzugs liegt die Halberstädter Klussiedlung.
Im nordöstlichen Bereich befindet sich der Klusfelsen.